# Shah Mahmud Khan
Sardar Shah Mahmud Khan (Dehradun, 6 giugno 1887 – 27 dicembre 1959) è stato un politico afghano.
Proveniva dalla tribù Pashtun dei Mohammedzai. Fu fratello di Mohammed Nadir Shah, che spodestò Habibullah Kalakānī (conosciuto anche come Bacha-ye Saqqow) e zio di Mohammed Zahir Shah, il Re dell'Afghanistan, dal 1933 al 1973, nonché zio del Presidente Mohammed Daud Khan. Gli altri suoi fratelli sono: Sardar Mohammad Hashim Khan e Sardar Shah Wali Khan..
Fu Primo Ministro dal maggio 1946 al 7 settembre 1954.